# Daniel Tolmos
Daniel Tolmos Rubio (Tarazona, Zaragoza, 30 de junio de 1993) es un jugador de balonmano español. Su posición natural es la de central, aunque puede jugar en el lateral izquierdo y también en el extremo. La temporada 2024/2025 forma parte de la A.D. Balonmano Tarazona de la Primera División Nacional del Balonmano español.

## Trayectoria deportiva

### Nacimiento e infancia
Daniel Tolmos Rubio nació el 30 de junio de 1993 en la localidad aragonesa de Tarazona. Sus primeros pasos en el balonmano los dio a los cuatro años de edad en la Agrupación Deportiva Balonmano Tarazona.

### Comienzos
A los 18 años se trasladó a Logroño, para jugar en el equipo de categoría Segunda Nacional del Club de Balonmano Ciudad de Logroño. Durante la temporada 2011/2012 participó de forma asidua en los entrenamientos del primer equipo, siendo convocado por primera vez para un partido de Liga Asobal el 7 de marzo de 2012, en el partido que enfrentó al Naturhouse La Rioja con el F. C. Barcelona. Su debut en Asobal se produjo como portero-jugador en el partido Naturhouse La Rioja-Balonmano Antequera celebrado el 5 de mayo de 2012 en el Palacio de los Deportes de La Rioja.

### Carrera en Logroño
Anotó su primer gol en Liga Asobal el 20 de octubre de 2012 en el partido contra Puerto Sagunto. Durante las temporadas 2012/2013 y 2013/2014 fue convocado con frecuencia por el primer equipo del Club de Balonmano Ciudad de Logroño en partidos de Liga, Copa del Rey, Copa Asobal, e incluso EHF y Champions League bajo las órdenes de Jesús Javier "Jota" González.

### Carrera en Cuenca
En la temporada 2014/2015 ficha por el Club de Balonmano Ciudad Encantada de la ciudad de Cuenca. Su debut se produjo precisamente jugando contra su anterior club.  Permanece en el Ciudad Encantada hasta la temporada 2015/2016, realizando en esa campaña su mejor actuación en Liga Asobal en el partido contra Benidorm, anotando ocho tantos.

### Carrera en Alcobendas
En la temporada 2016/2017 ficha por el Club Balonmano Alcobendas. Con su participación, el equipo disputa la fase de ascenso a la Liga Asobal, consiguiendo el tercer puesto de dicha fase de ascenso tras perder en semifinales frente al anfitrión, ARS Palma del Río, y vencer en el partido de consolación a Balonmano Torrelavega.

### Carrera en Pontevedra
En la temporada 2017/2018 ficha por el BM Cisne de la ciudad de Pontevedra. Participa en todos los partidos de liga, obteniendo uno de los mejores registros anotadores de su carrera. El equipo concluye en 10.ª posición en el campeonato.

### Carrera en Antequera
En la temporada 2018/2019 ficha por el Club Balonmano Los Dólmenes de  la ciudad de Antequera. Tras participar en las cinco primeras jornadas de liga, en octubre de 2018 sufre una lesión que le mantiene alejado de la pista el resto de la temporada. Renueva su contrato para la temporada 2019/2020, reapareciendo en febrero de 2020. La situación causada por la pandemia de la COVID-19 provoca la suspensión anticipada de la temporada, y se desvincula del club de Antequera.

### Carrera en Oviedo
En la temporada 2020/2021 ficha por el Balonmano Base Oviedo de la Primera División Nacional del Balonmano español. Realiza una muy buena campaña, anotando 89 goles (máxima de su carrera hasta ese momento) y siendo el cuarto máximo goleador del equipo, que con su aportación se queda a las puertas del ascenso a Division de Honor Plata tras la disputa de la fase en Ciudad Real. Durante su segunda temporada en Oviedo se resiente de la lesión de rodilla, teniendo que volver a pasar por quirófano, por lo que pasa media temporada en blanco. Se reincorpora al equipo a tiempo para jugar por segunda vez la fase de ascenso, que el Balonmano Base Oviedo disputa como equipo organizador. Tras conseguir el ansiado ascenso, no renueva con el equipo ovetense.

### Carrera en Santoña
En la temporada 2022/2023 fichapor el Balonmano Santoña de la Primera División Nacional del Balonmano español. Supera su récord anotador de la temporada 2020/2021, anotando 91 goles (a pesar de jugar fundamentalmente en fase defensiva), y convirtiéndose, también en este curso, en el cuarto máximo goleador de su equipo. A pesar de que el club se marcaba como objetivo jugar la fase de ascenso, este objetivo no se consigue, y no renueva con el equipo santoñés. Su buena campaña en Santoña tiene como consecuencia que sea fichado por el OAR Coruña para disputar la fase con el equipo coruñés, aunque tampoco se consigue el ascenso.

### Carrera en Tarazona
En la temporada 2023/2024 vuelve a casa, fichando por el A.D. Balonmano Tarazona, que juega en la Primera División Nacional del Balonmano español. Realiza una gran campaña, consiguiendo un total de 183 goles (más de 6 por partido, récord absoluto de su carrera), y alcanzando la cuarta posición de los goleadores del grupo C. El equipo realiza una temporada más que notable, ocupando la séptima posición de su grupo en la clasificación final. Durante el 2024/2025, en la segunda temporada en el equipo de su ciudad, alcanza la cifra de 104 goles, siendo de nuevo un pilar importante para que su equipo se mantenga en la categoría sin apuros.

### Reconocimientos
En el año 2015 fue uno de los finalistas al premio al Mejor Deportista Aragonés del año 2014, participando en el acto de entrega de premios.
En el partido celebrado el 7 de marzo de 2015 entre el Cuenca y el F. C. Barcelona consiguió el gol 9000 en la historia del Club Balonmano Ciudad Encantada.
Participó en el Partido de las Estrellas 2015 organizado por la Asociación de Jugadores de Balonmano.
MVP del partido en dos ocasiones durante su pertenencia al Balonmano Base Oviedo.
De los equipos (fuera de Liga Asobal) en los que ha jugado, cuatro han conseguido el ascenso (Club Balonmano Alcobendas, BM Cisne y Club Balonmano Los Dólmenes a la Liga Asobal, y Balonmano Base Oviedo a la Division de Honor Plata).

## Vida personal
Posee el título de Técnico Superior en Animación de Actividades Físicas y Deportivas (TAFAD) y el de Grado en Educación Primaria por la Universidad de Oviedo.

## Trayectoria
- Club Balonmano Ciudad de Logroño, Liga Asobal (2011-2012; 1 partido disputado)
- Club Balonmano Ciudad de Logroño, Liga Asobal (2012-2013; 5 goles en 14 partidos; 0,36 por partido)
- Club Balonmano Ciudad de Logroño, Liga Asobal (2013-2014; 6 goles en 21 partidos; 0,29 por partido)
- Club Balonmano Ciudad Encantada, Liga Asobal (2014-2015; 37 goles en 30 partidos; 1,23 por partido)
- Club Balonmano Ciudad Encantada, Liga Asobal (2015-2016; 57 goles en 27 partidos; 2,11 por partido)
- Club Balonmano Alcobendas, División de Honor Plata (2016-2017; 39 goles en 32 partidos; 1,22 por partido)
- BM Cisne, División de Honor Plata de Balonmano (2017-2018; 73 goles en 30 partidos; 2,43 por partido)
- Club Balonmano Los Dólmenes, División de Honor Plata de Balonmano (2018-2019; 13 goles en 5 partidos; 2,6 por partido; lesión de rodilla)
- Club Balonmano Los Dólmenes, División de Honor Plata de Balonmano (2019-2020; lesión de rodilla; temporada suspendida por pandemia)
- Balonmano Base Oviedo, Primera División Nacional (2020-2021, 89 goles en 27 partidos de liga; 3,29 por partido)
- Balonmano Base Oviedo, Primera División Nacional (2021-2022, 33 goles en 14 partidos de liga; 2,36 por partido; lesión de rodilla)
- Balonmano Santoña, Primera División Nacional (2022-2023, 91 goles en 30 partidos de liga; 3,03 por partido)
- OAR Coruña, Primera División Nacional (2022-2023, 5 goles en 3 partidos de fase de ascenso; 1,66 por partido)
- A.D. Balonmano Tarazona, Primera División Nacional (2023-2024, 183 goles en 30 partidos de liga; 6,1 por partido)
- A.D. Balonmano Tarazona, Primera División Nacional (2024-2025, 104 goles en 28 partidos de liga; 3,7 por partido)

## Estadísticas
| Temporada         | L6M       | L7M      | L9M       | LCONT     | RES GLOB   | P/G | REC | TF | RF |
| ----------------- | --------- | -------- | --------- | --------- | ---------- | --- | --- | -- | -- |
| XXII Liga Asobal  | 0/1=0%    | 0/0=0%   | 0/0=0%    | 0/0=0%    | 0/1=0%     | 0   | 0   | 0  | 0  |
| XXIII Liga Asobal | 4/10=40%  | 0/1=0%   | 1/2=50%   | 0/0=0%    | 5/13=38%   | 0   | 0   | 1  | 0  |
| XXIV Liga Asobal  | 5/11=45%  | 1/1=100% | 0/3=0%    | 0/1=0%    | 6/16=38%   | 1   | 1   | 1  | 2  |
| XXV Liga Asobal   | 6/19=32%  | 0/0=0%   | 25/41=61% | 6/7=86%   | 37/67=55%  | 2   | 0   | 1  | 0  |
| XXVI Liga Asobal  | 26/39=67% | 1/2=50%  | 19/50=38% | 11/22=50% | 57/113=50% | 0   | 2   | 0  | 0  |